# 保刈恒雄
保刈 恒雄（ほかり つねお、1931年 - ）は、日本の医学者。千葉大学名誉教授。

## 来歴・人物
長野県生まれ。
長野県松本県ヶ丘高等学校 
を経て、1956年（昭和31年）信州大学医学部医学研究科卒業。
東京大学医学部附属病院分院外科に勤務。
1969年（昭和44年）、博士論文「部分体外循環の末梢循環に及ぼす影響についての実験的研究(組織のことなる充填液の検討)」により、東京大学より博士号
授与。
千葉大学名誉教授。
専門は臨床外科。
2009年（平成21年）、豊島区自治功労賞
。

## 著作論文
- 『部分体外循環の末梢循環に及ぼす影響についての実験的研究 : 組成の異る充填液の検討』保刈恒雄著　博士論文(東大)
- 『レジン体外循環(第4報)(人工内蔵) 』保刈恒雄著　東大附属病院分院外科